# Platform (Film)
Platform (Originaltitel: Zhantai, chinesisch 站台, Pinyin Zhàntái – „Bahnsteig“) ist ein Film des chinesischen Regisseurs Jia Zhangke aus dem Jahr 2000. Benannt ist der Film nach einem chinesischen Popsong aus den 80er Jahren („A long and empty platform“ 长长的站台,  Chángcháng de zhàntái).

## Handlung
Der Film spielt in und um Fenyang, der Heimatstadt Jia Zhangkes. Dabei wird die Geschichte einer Künstlertruppe erzählt, die zu Beginn des Films (1979) noch Propagandastücke aufführt. Nach der Öffnung der Volksrepublik wird die Gruppe privatisiert und zieht als „Shenzhen All Star Rock ’n’ Breakdance Band“ über das Land von Auftritt zu Auftritt.
Die Handlung beschreibt die komplizierte Beziehung Cui Mingliangs zu Yin Ruijuan sowie die Beziehung zwischen Zhang Jun und Zhong Pin. Doch im Vordergrund wird im Verlauf des Filmes die Veränderung Chinas in den 80er Jahren durch den Wandel der Musikstile beschrieben, weniger durch eine Entwicklung der Darsteller. CineAction sieht sogar die „Kultur als sichtbarsten 'Darsteller' des Films.“
Daneben gibt es noch Randhandlungen, die an den Orten stattfinden, an denen die Truppe auftritt, so wird beispielsweise erzählt, dass Cuis Cousin Sanming in einer Kohlemine arbeiten muss, um Geld zu verdienen.

## Filmstil
Lange Einstellungen mit wenig Kamerabewegungen sind charakteristisch für den Film, es gibt nur wenige Nahaufnahmen, stattdessen bleibt die Kamera den Schauspielern meist fern und in einigen Szenen sind die Schauspieler nicht einmal zu sehen, sondern nur die Dialoge zu hören. Dadurch „bleiben die Darsteller unausgefüllt und wirken teilnahmslos und verschlossen.“

## Auszeichnungen
- Platform wurde für den Goldenen Löwen der Internationalen Filmfestspiele von Venedig 2000 nominiert.
- Als bester Film wurde Platform auf dem Filmfestival von Buenos Aires ausgezeichnet, auf dem Singapore International Film Festival erhielt der Regisseur den Young Cinema Award.